# Méhers
Méhers é uma comuna francesa na região administrativa do Centro, no departamento Loir-et-Cher. Estende-se por uma área de 18,79 km². Em 2010 a comuna tinha 332 habitantes (densidade: 17,7 hab./km²).